# Хэйден, Ванесса
Ване́сса Л’асо́ня Хэ́йден (англ. Vanessa L'asonya Hayden; 5 июня 1982, Орландо, Флорида, США) — американская профессиональная баскетболистка, выступавшая в женской национальной баскетбольной ассоциации за команды «Миннесота Линкс» и «Лос-Анджелес Спаркс».

## Биография
Ванесса Хэйден родилась 5 июня 1982 года в Орландо (штат Флорида, США). В родном городе она окончила среднюю школу имени Уильяма Р. Буна, во время учёбы в которой она играла за баскетбольную команду «Бун Брейвз». В 2004 году она также окончила Флоридский университет.

## Карьера
Как новобранец в 2004 году, у Хэйден было в среднем 5,3 очка и 2,9 подбора за игру. В 2005 году она улучшила свои результаты до в среднем 7,9 очков и 5,3 подбора за игру.
Хэйден пропустила весь сезон 2007 года в связи с рождением ребёнка.

## Личная жизнь
С 4 ноября 2002 года Ванесса замужем за Брайаном Джонсоном. У супругов есть дочь — Зион Брианна Джонсон (род.03.06.2007).